# Quang Tri
Quang Tri (på vietnamesiska Quảng Trị) är en provins i centrala Vietnam. Provinsen består av stadsdistrikten Dong Ha (huvudstaden) och Quang Tri, de sju landsbygdsdistrikten Cam Lo, Dakrong, Gio Linh, Hai Lang, Huong Hoa, Trieu Phong och Vinh Linh, samt ödistriktet Con Co.